# Rare Bird
I Rare Bird è stato un gruppo di rock progressivo inglese.

## Storia del gruppo
Il gruppo nasce nel 1968 su iniziativa di Graham Field, che inserisce un annuncio su una rivista musicale per trovare altri musicisti; dall'incontro con Dave Kaffinetti nascono i Lunch che con l'ingresso di Steve Gould e Mark Ashton diventano i Rare Bird.
Ottenuto un contratto discografico con la Charisma Records (etichetta fondata da Tony Stratton-Smith) pubblicano il primo album omonimo.
Dall'album viene tratta, come 45 giri, la canzone Sympathy, che diventa un successo mondiale vendendo, in tutto il 1970, oltre un milione di copie.
In Italia la canzone, tradotta da Daniele Pace in L'umanità, viene incisa da Caterina Caselli, ma il successo della versione originale dei Rare Bird (che arriva fino al secondo posto della hit parade) oscura quella dell'ex casco d'oro. Recentemente il brano è stato riproposto da Zucchero Fornaciari, che ne ha inciso una cover inclusa nell'album Live in Italy del 2008.
Dopo altri album, sempre vicini al rock progressivo ma senza più il successo degli inizi, il gruppo si scioglie alla fine del 1975.

## Formazione
- Steve Gould (nato il 25 marzo 1950 a Battersea, South London): voce solista, basso, chitarra ritmica
- Dave Kaffinetti[3] (nato il 17 aprile 1946 a Folkestone, Kent): piano, tastiere
- Graham Field (nato il 3 maggio 1940 a Beaminster, West Dorset; morto il 27 aprile 2018): organo, tastiere
- Mark Ashton (nato il 23 giugno 1949 a Canterbury, Kent): batteria e voce

## Discografia

### Album
- 1969 - Rare Bird (Charisma Records)
- 1970 - As Your Mind Flies By (Charisma Records)
- 1972 - Epic Forest (Polydor Records)
- 1973 - Somebody's Watching (Polydor Records)
- 1974 - Born Again (Polydor Records)

### Raccolte
- 1976 - Sympathy (Charisma Records)
- 1977 - Rare Bird (Polydor Special Records)
- 2003 - Third Time Around: An Introduction to Rare Bird (Polydor Records)

### Singoli
- 1970 - Sympathy/Devil's High Concern (Charisma Records)
- 1970 - What You Want to Know/Hammerhead (Charisma Records)
- 1973 - Virginia/Lonely Street (Polydor Records)
- 1974 - Body and Soul/Redman (Polydor Records)
- 1975 - Don't Be Afraid/Passing Through (Polydor Records)
- 1975 - Sympathy/Beautiful Scarlet (Charisma Records)